# Vicente Ribas Prats

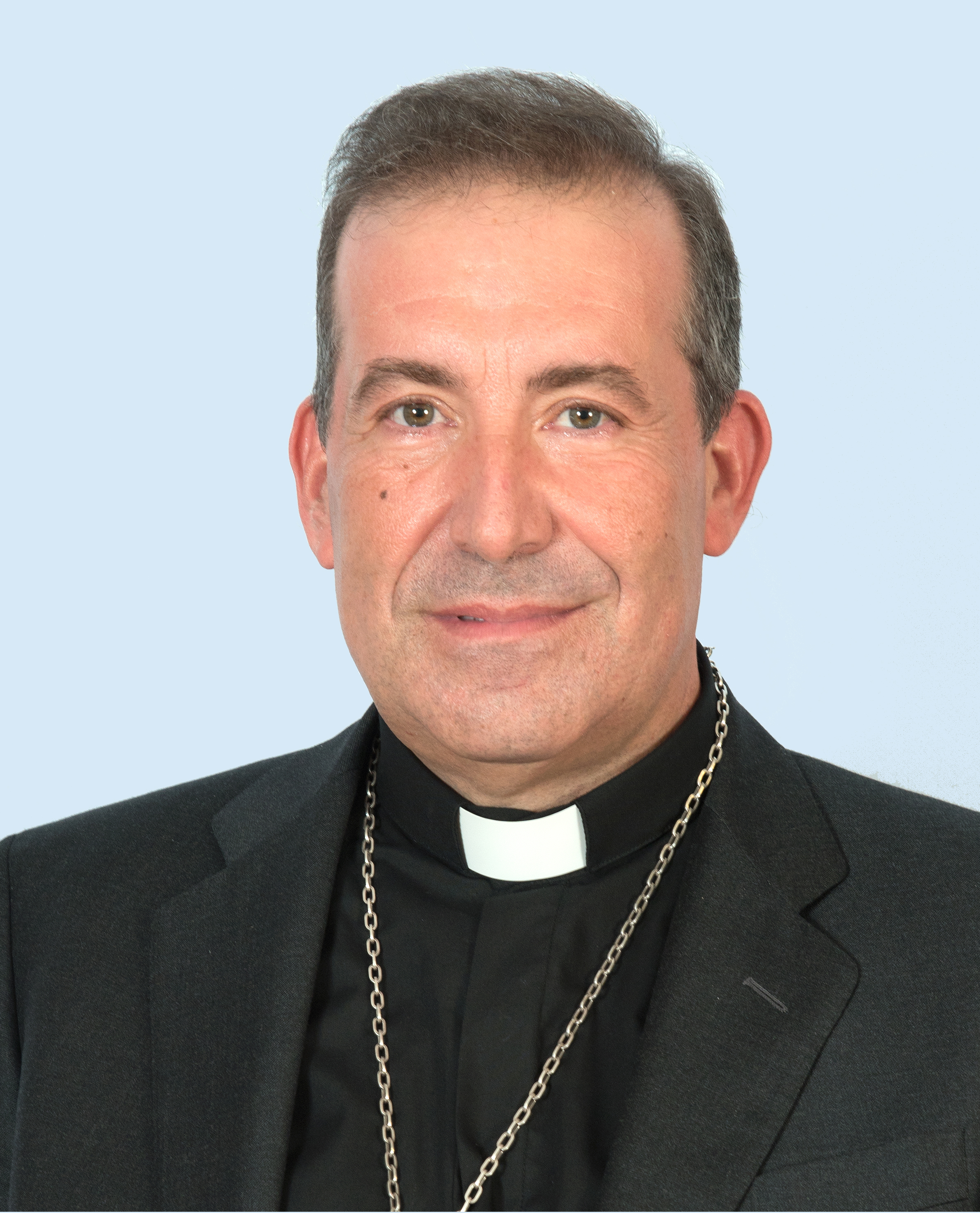
Vicente Ribas Prats, 2022

Bischofswappen von Vicente Ribas Prats

Vicente Ribas Prats (* 12. Mai 1968 in Ibiza) ist ein spanischer Geistlicher und römisch-katholischer Bischof von Ibiza.

## Leben
Vicente Ribas Prats empfing am 12. Oktober 1996 in der Kathedrale Santa María in Ibiza durch den Bischof von Ibiza, Javier Salinas Viñals, das Sakrament der Priesterweihe. Er war zunächst als Pfarrvikar der Pfarrei Santa Cruz in Ibiza tätig, bevor er 2000 Pfarrer der Pfarreien Santa Gertrudis und San Mateo sowie Pfarradministrator der Pfarrei San Miguel wurde. Von 2006 bis 2020 war Vicente Ribas Prats Pfarrer der Pfarrei San Miguel, Erzpriester von Santa Eulària Màrtir und Mitglied des Konsultorenkollegiums des Bistums Ibiza. 2008 wurde er zudem erneut Pfarrer der Pfarrei San Mateo.
Neben seinen Aufgaben in der Pfarrseelsorge wirkte Ribas Prats von 2001 bis 2020 als Kaplan am Colegio Sa Real und als Delegat für die Berufungspastoral sowie von 2010 bis 2020 als Generalvikar des Bistums Ibiza. Ferner war er ab 2009 Domherr an der Kathedrale Santa María in Ibiza. Ab 2020 leitete Vicente Ribas Prats als Diözesanadministrator das vakante Bistum Ibiza.
Am 13. Oktober 2021 ernannte ihn Papst Franziskus zum Bischof von Ibiza. Der Apostolische Nuntius in Spanien, Erzbischof Bernardito Cleopas Auza, spendete ihm am 4. Dezember desselben Jahres die Bischofsweihe; Mitkonsekratoren waren der Erzbischof von Valencia, Antonio Kardinal Cañizares Llovera, und der Erzbischof von Barcelona, Juan José Kardinal Omella Omella. Sein Wahlspruch ist Vivo et vivam pro Ecclesia („Ich lebe und werde für die Kirche leben“), die Maxime des Seligen Francisco Palau y Quer.